# Staškov
Staškov je naseljeno mjesto u okrugu Čadca u Žilinskom kraju u Slovačkoj.

## Stanovništvo
| Godina:     | 1993. | 2003.   | 2013.   | 2023.   |
| ----------- | ----- | ------- | ------- | ------- |
| Broj ljudi: | 2590  | 2662    | 2790    | 2759    |
| Razlika:    |       | +2,77 % | +4,80 % | -1,11 % |

| Godina:     | 2022. | 2023.   |
| ----------- | ----- | ------- |
| Broj ljudi: | 2741  | 2759    |
| Razlika:    |       | +0,65 % |

Prema podatcima o broju stanovnika iz 2023. godine naselje je imalo 2759 stanovnika.

## Vanjske poveznice
|  | Zajednički poslužitelj ima još gradiva o temi Staškov |

- Službena stranica naselja (sl.)